# Боснія і Герцеговина на зимових Олімпійських іграх 1994
Боснія і Герцеговина брала участь у зимових Олімпійських іграх 1994 року у Ліллегаммері (Норвегія), вперше за свою історію. До цього боснійські спортсмени виступали за олімпійську збірну Югославії. Олімпійська збірна країни складалася з 10 спортсменів (8 чоловіків та 2 жінок), які взяли участь у 4 видах спортивних змагань: з гірськолижного спорту, бобслею, санного спорту та лижних перегонів. Прапороносцем на церемоніях відкриття та закриття був лижник Бекім Бабич. Олімпійці Боснії і Герцеговини не завоювали жодної медалі.

## Бобслей
| Зоран Соколович Здравко Стойнич | двійки | 54.76 | 54.83 | 54.82 | 54.66 | 3:39.07 | 33 |

| Зоран Соколович Ізет Харачич Нізар Зацирагич Ігор Борас | четвірки | 54.77 | 54.80 | 55.10 | 55.10 | 3:39.77 | 29 |

## Гірськолижний спорт
Чоловіки
| Спортсмен         | Змагання           | Спуск 1 | Спуск 2 | Спуск 3 | Загальний | Місце |
| ----------------- | ------------------ | ------- | ------- | ------- | --------- | ----- |
| Еніс Бечирбегович | гігантський слалом | DNF     |         |         | DNF       | –     |

Жінки
| Спортсменка  | Змагання | Спуск 1 | Спуск 2 | Спуск 3 | Загальний | Місце |
| ------------ | -------- | ------- | ------- | ------- | --------- | ----- |
| Аріяна Борас | слалом   | 1:10.92 | 1:07.80 |         | 2:18.72   | 27    |

## Лижні перегони
Чоловіки
| Спортсмен   | Змагання               | Фінал  | Фінал | Фінал   | Фінал | Фінал    | Фінал |
| Спортсмен   | Змагання               | Старт  | Місце | Час     | Місце | Загально | Місце |
| ----------- | ---------------------- | ------ | ----- | ------- | ----- | -------- | ----- |
| Бекім Бабич | 10 км класичним стилем |        |       |         |       | 30:44.3  | 84    |
| Бекім Бабич | 15 км вільним стилем   | +06:24 | 84    | 46:59.6 | 74    | +17:34.8 | 74    |

## Санний спорт
Чоловіки
| Спортсмен       | Змагання | Фінал   | Фінал   | Фінал   | Фінал   | Фінал    | Фінал |
| Спортсмен       | Змагання | Спуск 1 | Спуск 2 | Спуск 3 | Спуск 4 | Загально | Місце |
| --------------- | -------- | ------- | ------- | ------- | ------- | -------- | ----- |
| Неджад Ломігора | одиночки | 53.254  | 53.126  | 54.725  | 53.023  | 3:34.128 | 31    |

Жінки
| Спортсменка      | Змагання | Фінал   | Фінал   | Фінал   | Фінал   | Фінал    | Фінал |
| Спортсменка      | Змагання | Спуск 1 | Спуск 2 | Спуск 3 | Спуск 4 | Загально | Місце |
| ---------------- | -------- | ------- | ------- | ------- | ------- | -------- | ----- |
| Верона Марянович | одиночки | 50.856  | 51.707  | 51.365  | 51.121  | 3:24.779 | 23    |